# Парфений II (патриарх Константинопольский)
Парфений II (греч. Παρθένιος B; XVI век, Хиос — июнь 1651) — патриарх Константинопольский, занимавший пост на протяжении семи лет (8 сентября 1644— 16 мая 1651).
Предшественником патриарха Парфения II был патриарх Парфений I, а его преемником был патриарх Иоанникий II.

## Биография
Парфений II родился на острове Хиос. Являлся митрополитом Анхиальским и Адрианопольским. В период первого патриаршества Парфений поддерживал претензии Молдавского княжества на византийское наследие. Весной 1645 года Парфений II освятил как императорскую корону венец, предназначавшийся для молдавского господаря Василие Лупу, выплатившего значительную часть долга Вселенского Патриархата.
Будучи сторонником кальвинизма, которого придерживался ранее патриарх Кирилл I Лукарис, Парфений II способствовал распространению в грекоязычном мире перевода Нового Завета на разговорный греческий язык, осуществленного под покровительством Кирилла I Лукариса иеромонахом Максимом Галлиполийским и посмертно опубликованного протестантами в Женеве.
Однако, столкнувшись с противодействием со стороны богослова Мелетия Сирига, Парфений II отказался от своего намерения. Он предпринял шаги для сближения с Россией, рассчитывая с ее помощью облегчить бедственное положение Вселенского Патриархата. Выступая за мирное урегулирование русско-османских отношений, Парфений II участвовал в переговорах о сдаче Азова через своего экзарха, митрополита Феофана Патрского, прибывшего в Москву весной 1645 года. Парфений II предложил России разностороннюю программу просвещения, включавшую типографию и строительство высших школ с приглашенными греческих учителей. В последующие годы Парфений II вёл с патриархом Московским и всея Руси Иосифом переписку об упорядочении церковных обрядов.
Греческий историк Мелетий Афинский объяснял первое насильственное смещение Парфения II его и неприятием церковных служб. В послании царю Алексею Михайловичу, где Парфений II сообщал о своем восстановлении на Константинопольском престоле, он писал, что был сослан на остров Кипр. Патриарх Иерусалимский Досифей II Нотара писал о напряженных отношениях Парфения II с патриархом Иерусалимским Паисием, из-за которых Паисий  был вынужден переехать в Валахию.
Возвращение Парфения II на Константинопольский престол состоялось по настоянию господаря Василие Лупу. В мае 1651 года Парфений II был низложен. По пути в ссылку он был убит, а его тело выброшено в море. Убийство Парфения II произошло всего за несколько дней до приезда в Константинополь Арсения Суханова с посланием от Алексея Михайловича.